# Greenideoida lutea
Greenideoida lutea är en insektsart. Greenideoida lutea ingår i släktet Greenideoida och familjen långrörsbladlöss. Inga underarter finns listade i Catalogue of Life.